# عين الدفيلة
عين الدفيلة هي قرية جزائرية تابعة لبلدية بيطام ولاية باتنة تقع جنوب البلدية وبالتحديد غرب جبل متليلي تبعد عن مقر البلدية بـ17 كلم وعن الطريق الوطني N78 في شقه الرابط بين بريكة وبسكرة بحوالي 6كلم
القرية تزخر بتاريخ كبير في الثورة التحريرية حيث كانت تعتبر مركز دعم لجيش التحرير، فمنزل بن عروق من المنازل التي كانت تدعم الجنود في وقت الثورة بتوفير المبيت والإطعام
بالإضافة لذالك تحتوي المنطقة عديد الأثار الرومانية المهملة ومن اهمها المكان المسمى بالخربة.
في السابق كانت المنطقة تحتوي على الكثير من المنابع المائية أو ما يسميه السكان بالعيون التي كانو يستغلونها في السقي وري بساتينهم والتي كانت تشتهر في الأساس بإنتاج المشمش والتين والرمان وحتى التمر

## تاريخ المنطقة
تعتبر عين الدفيلة من المناطق التاريخية في بلدية بيطام التي كان لها دور في ثورة التحرير المجيدة
حيث تحتوي على منزل بن عروق الذي كان مركز لكتائب جيش التحرير الوطني لبعد المنطقة عن عيون الإستعمار الفرنسي وقربها من جبل متليلي
وكان المنزل مكان تموين واستراحة لجنود جيش التحرير الوطني حتى أن العقيدين سي الحواس و عميروش توقفا في المنطقة
كذالك كان منزل بن عروق هو المكان الذي تم تجنيد فيه العقيد محمد الصالح يحياوي
بالإضافة لتاريخ المنطقة في زمن الإحتلال الفرنسي، لها أيضا تاريخ قديم يعود لفترة الإحتلال الروماني للجزائر ففي القرية توجد عديد المباني والأثار الرومانية التي يعتقد ان القرية كانت مركز صغير لتجمع الجنود الرومانين لأنها كانت وسط الطريق بين مدينة طبنة ومدينة بسكرة

## التسمية
تسمى بالعربية "" عين الدفيلة "" وبالفرنسية Ain Edefila
سميت عين الدفيلة لأن القرية تحتوي على كثير من عيون الماء أو المنابع بالإضافة لانتشار نبتة الدفلى فيها.